# Squadra paraguaiana di Coppa Davis
La squadra paraguayana di Coppa Davis rappresenta il Paraguay nella Coppa Davis, ed è posta sotto l'egida della Asociación Paraguaya de Tenis.
La squadra debuttò nella competizione nel 1931, ed ha fatto parte del Gruppo Mondiale in ben 7 occasioni, raggiungendo i quarti di finale quattro volte: nel 1983, 1984, 1985 e 1987. Attualmente milita nel Gruppo II della zona Americana.

## Organico 2019
Vengono di seguito illustrati i convocati per ogni singolo turno della Coppa Davis 2019. A sinistra dei nomi la nazione affrontata e il risultato finale. Fra parentesi accanto ai nomi, il ranking del giocatore nel momento della disputa degli incontri (la "d" indica che il ranking corrisponde alla specialità del doppio).
| Gruppo II - Playoff | Gruppo II - Playoff |
| Messico (1–4)       | Adolfo Daniel Vallejo (1950 d) Lucas Britez Risso (1950 d) Juan Borba (f.r.*) Ayed Zatar (f.r.*) Martin Antonio Vergara Del Puerto (f.r.*) |
| ------------------- | --- |

* f.r. = Fuori Ranking

## Risultati
= Incontro del Gruppo Mondiale

### 2010-2019
| Anno | Turno                           | Data            | Sede                | Avversario       | Punteggio | Esito     |
| ---- | ------------------------------- | --------------- | ------------------- | ---------------- | --------- | --------- |
| 2010 | Gruppo II, 1º turno             | 5-7 marzo       | Lambaré (PRY)       | Antille Olandesi | 4–1       | Vittoria  |
| 2010 | Gruppo II, 2º turno             | 9-11 luglio     | Encarnación (PRY)   | Messico          | 1–4       | Sconfitta |
| 2011 | Gruppo II, 1º turno             | 4-6 marzo       | Mayagüez (PRI)      | Porto Rico       | 4–1       | Vittoria  |
| 2011 | Gruppo II, 2º Turno             | 8-10 luglio     | Asunción (PRY)      | Venezuela        | 3–1       | Vittoria  |
| 2011 | Gruppo II, Playoff              | 16-18 settembre | Asunción (PRY)      | Perù             | 1–3       | Sconfitta |
| 2012 | Gruppo II, 1º turno             | 10-12 febbraio  | Saint Michael (BRB) | Barbados         | 2–3       | Sconfitta |
| 2012 | Gruppo II, Playoff 1º Turno     | 6-8 aprile      | Santa Tecla (SLV)   | El Salvador      | 2–3       | Sconfitta |
| 2013 | Gruppo III, Round Robin         | 17 giugno       | La Paz (BOL)        | Cuba             | 2–1       | Vittoria  |
| 2013 | Gruppo III, Round Robin         | 19 giugno       | La Paz (BOL)        | Bolivia          | 0–3       | Sconfitta |
| 2013 | Gruppo III, Round Robin         | 21 giugno       | La Paz (BOL)        | Giamaica         | 3–0       | Vittoria  |
| 2013 | Gruppo III, Playoff 1º–4º posto | 22 giugno       | La Paz (BOL)        | Bahamas          | 2–0       | Vittoria  |
| 2014 | Gruppo II, 1º Turno             | 31 gen.-2 feb.  | Asunción (PRY)      | El Salvador      | 2–3       | Sconfitta |
| 2014 | Gruppo II, Playoff 2º Turno     | 4-6 aprile      | Santiago (CHL)      | Cile             | 0–5       | Sconfitta |
| 2015 | Gruppo III, Round Robin         | 20 luglio       | Curundú (PAN)       | Panama           | 3–0       | Vittoria  |
| 2015 | Gruppo III, Round Robin         | 21 luglio       | Curundú (PAN)       | Cuba             | 3–0       | Vittoria  |
| 2015 | Gruppo III, Round Robin         | 23 luglio       | Curundú (PAN)       | Honduras         | 3–0       | Vittoria  |
| 2015 | Gruppo III, Playoff 1º–4º posto | 25 luglio       | Curundú (PAN)       | Giamaica         | 2–0       | Vittoria  |
| 2016 | Gruppo II, 1º turno             | 4-6 marzo       | Caracas (VEN)       | Venezuela        | 0–5       | Sconfitta |
| 2016 | Gruppo II, Playoff 1º turno     | 15-17 luglio    | Asunción (PRY)      | Porto Rico       | 5–0       | Vittoria  |
| 2017 | Gruppo II, 1º turno             | 3-5 febbraio    | Encarnación (PRY)   | Barbados         | 2–3       | Sconfitta |
| 2017 | Gruppo II, Playoff 2º turno     | 7-9 aprile      | Zapopan (MEX)       | Messico          | 0–5       | Sconfitta |
| 2018 | Gruppo III, Round Robin         | 30 maggio       | Escazú (CRC)        | Panama           | 3–0       | Vittoria  |
| 2018 | Gruppo III, Round Robin         | 31 maggio       | Escazú (CRC)        | Cuba             | 3–0       | Vittoria  |
| 2018 | Gruppo III, Round Robin         | 1 giugno        | Escazú (CRC)        | Costa Rica       | 2–1       | Vittoria  |
| 2018 | Gruppo III, Playoff 1º–4º posto | 2 giugno        | Escazú (CRC)        | Honduras         | 0–2       | Sconfitta |
| 2019 | Gruppo II, Playoff              | 14-15 settembre | Encarnación (PRY)   | Messico          | 1–4       | Sconfitta |

## Andamento
La seguente tabella riflette l'andamento della squadra dal 1990 ad oggi.
| Pos.           | 90 | 91 | 92 | 93 | 94 | 95 | 96 | 97 | 98 | 99 | 00 | 01 | 02 | 03 | 04 | 05 | 06 | 07 | 08 | 09 | 10 | 11 | 12 | 13 | 14 | 15 | 16 | 17 | 18 | 19 |
| -------------- | -- | -- | -- | -- | -- | -- | -- | -- | -- | -- | -- | -- | -- | -- | -- | -- | -- | -- | -- | -- | -- | -- | -- | -- | -- | -- | -- | -- | -- | -- |
| Campione       |    |    |    |    |    |    |    |    |    |    |    |    |    |    |    |    |    |    |    |    |    |    |    |    |    |    |    |    |    |    |
| Finalista      |    |    |    |    |    |    |    |    |    |    |    |    |    |    |    |    |    |    |    |    |    |    |    |    |    |    |    |    |    |    |
| SF             |    |    |    |    |    |    |    |    |    |    |    |    |    |    |    |    |    |    |    |    |    |    |    |    |    |    |    |    |    |    |
| QF             |    |    |    |    |    |    |    |    |    |    |    |    |    |    |    |    |    |    |    |    |    |    |    |    |    |    |    |    |    |    |
| OF             |    |    |    |    |    |    |    |    |    |    |    |    |    |    |    |    |    |    |    |    |    |    |    |    |    |    |    |    |    |    |
| Qualificazioni | x  | x  | x  | x  | x  | x  | x  | x  | x  | x  | x  | x  | x  | x  | x  | x  | x  | x  | x  | x  | x  | x  | x  | x  | x  | x  | x  | x  | x  |    |
| Gruppo I       |    |    |    |    |    |    |    |    |    |    |    |    |    |    |    |    |    |    |    |    |    |    |    |    |    |    |    |    |    |    |
| Gruppo II      |    |    |    |    |    |    |    |    |    |    |    |    |    |    |    |    |    |    |    |    |    |    |    |    |    |    |    |    |    |    |
| Gruppo III     | x  | x  |    |    |    |    |    |    |    |    |    |    |    |    |    |    |    |    |    |    |    |    |    |    |    |    |    |    |    |    |
| Gruppo IV      | x  | x  | x  | x  | x  | x  | x  |    |    |    |    |    |    |    |    |    |    |    |    |    |    |    | x  | x  | x  | x  | x  | x  | x  | x  |

Legenda
- Campione: La squadra ha conquistato la Coppa Davis.
- Finalista: La squadra ha disputato e perso la finale.
- SF: La squadra è stata sconfitta in semifinale.
- QF: La squadra è stata sconfitta nei quarti di finale.
- OF: La squadra è stata sconfitta negli ottavi di finale (1º turno). Dal 2019 sostituito dal Round Robin.
- Qualificazioni: La squadra è stata sconfitta al turno di qualificazione. Istituito nel 2019.
- Gruppo I: La squadra ha partecipato al Gruppo I della propria zona di appartenenza.
- Gruppo II: La squadra ha partecipato al Gruppo II della propria zona di appartenenza.
- Gruppo III: La squadra ha partecipato al Gruppo III della propria zona di appartenenza.
- Gruppo IV: La squadra ha partecipato al Gruppo IV della propria zona di appartenenza.
- x: Ove presente, la x indica che in quel determinato anno, il Gruppo in questione non è esistito nella zona geografica di appartenenza della squadra.